# Liste der Naturdenkmale in Wilgartswiesen
Die Liste der Naturdenkmale in Wilgartswiesen nennt die im Gemeindegebiet von Wilgartswiesen ausgewiesenen Naturdenkmale (Stand 23. Mai 2024).

## Naturdenkmale
| Nr.         | Bezeichnung                | Lage                                                                                          | Beschreibung                                               | Bild                                    |
| ----------- | -------------------------- | --------------------------------------------------------------------------------------------- | ---------------------------------------------------------- | --------------------------------------- |
| ND-7340-230 | Felsgruppe Neding          | Wilgartswiesen, südwestlich des Ortes, Abteilungen Am Mischberg und Neding und Am Neding Lage | langgestrecktes Buntsandsteinriff; teilweise zu Hauenstein | mehr Fotos \| Fotos hochladen           |
| ND-7340-307 | Wilhelm-Löw-Eiche          | Hofstätten, nördlich des Ortes; Abteilung Saukopf Lage                                        | Quercus sp.                                                | Direkt Bild zu diesem Denkmal hochladen |
| ND-7340-308 | Erhardsbuche               | Hofstätten, nördlich des Ortes, Abteilung Mosisberg Lage                                      | Fagus sylvatica                                            | Direkt Bild zu diesem Denkmal hochladen |
| ND-7340-318 | Untere Schwemmwasserquelle | Wilgartswiesen, westlich des Ortes, auf der Ostseite des Schwemmwasserkopfs Lage              | ungefasste Quelle                                          | Fotos hochladen                         |